# 道德罪惡
道德罪恶是有意或無意引起任何道德上的负面事件。道德罪恶的例子如谋杀、战争或任何其他可能使人類负有责任或有罪的罪恶事件。 
这种概念可以与自然罪恶相提並論。在自然罪恶中，自然事件是在没有干预的情况下发生的。然而，自然与道德罪恶之间的分界线还不是很清楚，因为某些行为可能是无意的，但在道德上却很重要，而某些自然事件（例如：全球變暖）可能是由人類故意行为引起的。
罪恶与“坏”的区分是复杂的。罪恶不仅是“消极的”，而且是「坏」的。因为罪恶是独立存在，并且不涉及任何其他事件的情况下，在道德上是不正确的。因此，“道德罪恶”一词的有效性取决于道德在倫理學上的有效性。

## 參看
- 良心
- 伦理
- 自然罪恶
- 神学